# Lucy Terry
Lucy Terry (ur. ok. 1730, zm. 1821) – pierwsza znana z imienia i nazwiska autorka afroamerykańska. Jako dziecko została porwana z Afryki i sprzedana w niewolę. Wolność uzyskała w Massachusetts w 1756.